# Maccabi Herzliya
Maccabi Herzliya (hebreo: מכבי הרצליה) es un club de fútbol israelí con sede en la ciudad de Herzliya.

## Palmarés

### Torneos nacionales
- Copa Toto (1):2007
- Liga Leumit (1):2006